# Operatie Freshman

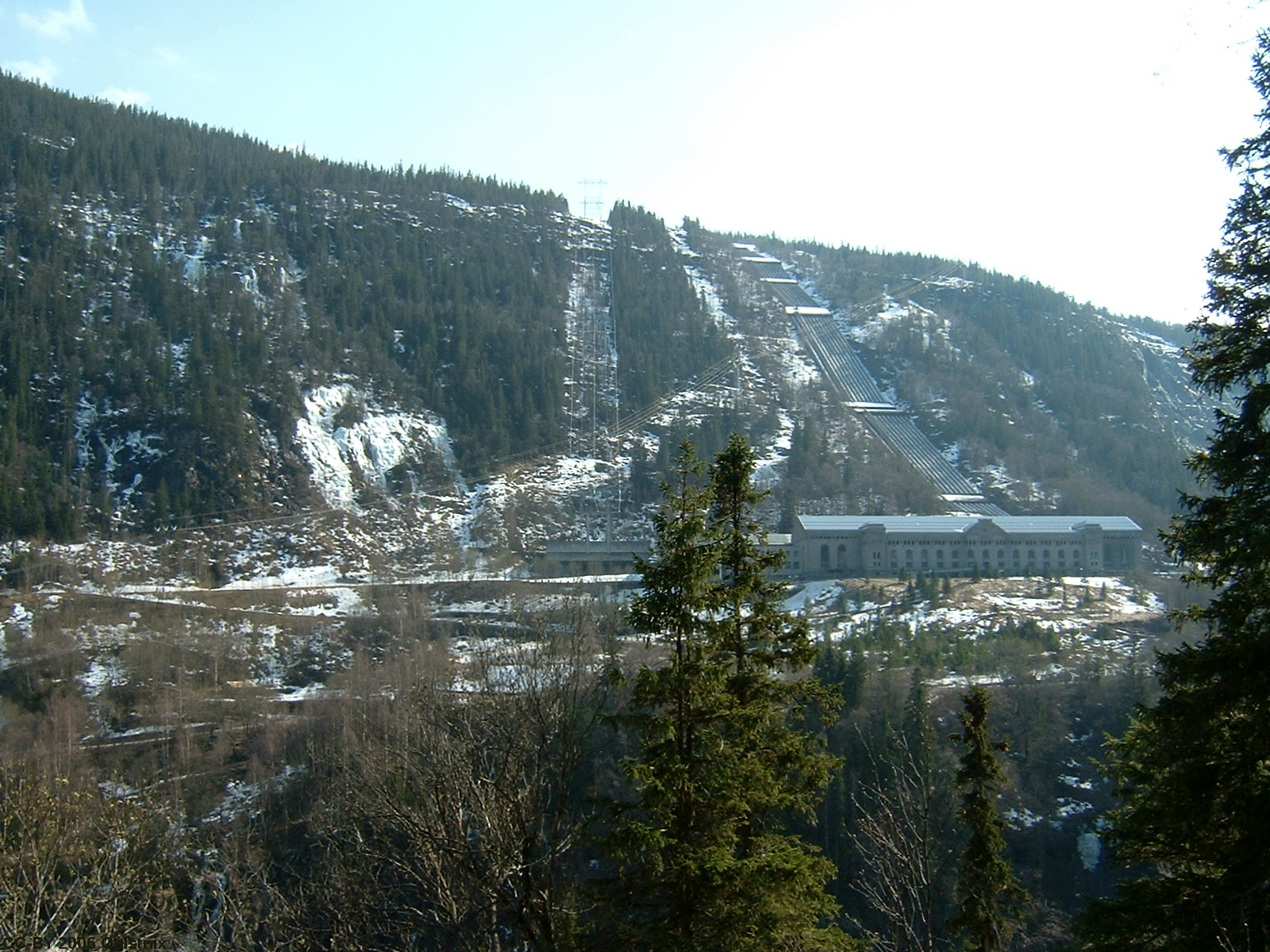
Het Vemork-complex

Operatie Freshman was tijdens de Tweede Wereldoorlog het Britse plan om de fabriek Vemork in Noorwegen te vernietigen via een geheime sabotageaanval uitgevoerd door de Royal Engineer Commando's. Na de Duitse inval in Noorwegen stond deze fabriek onder controle van de nazi's. In de fabriek werd onder meer zwaar water geproduceerd en dit was noodzakelijk voor de productie van een Duitse atoombom.

## Inleiding
De Britse inlichtingendienst wist al sinds mei 1940 dat in het Noorse Vemork (bij Rjukan in de provincie Telemark) de productie van deuterium (zware waterstof) drastisch werd opgevoerd in een speciale fabriek van Norsk Hydro die door de Duitsers werd bewaakt. Norsk Hydro produceerde ammoniak voor de productie van kunstmest en explosieven en zwaar water vormde een onbelangrijk nevenproduct. Vrij kort na de bezetting van Noorwegen door de Duitsers werd dit fabriekscomplex plotseling streng bewaakt en werd de productie van zwaar water verdubbeld van negen hoge concentratiecellen naar achttien. In 1942 werd zelfs een vertienvoudiging van de productie nagestreefd. Normaal werd deuterium in kleine hoeveelheden geproduceerd voor onderzoeksdoeleinden naar de eigenschappen van deze pas ontdekte isotoop. Het plotseling drastisch opvoeren van de bewaking van Norsk Hydro en het opvoeren van de productie van deuterium, wekte in Engeland argwaan. Londen was door het Noorse verzet via een radioverbinding op de hoogte gebracht.
Het zwaar water was - volgens de geallieerden - voor de Duitsers noodzakelijk voor de bouw van een kweekreactor voor de productie van plutonium en daarmee voor de bouw van een Duits atoomwapen. Zwaar water wordt als moderator gebruikt en is noodzakelijk om de neutronen te vertragen zonder ze te absorberen zoals gewoon water. Het was dus belangrijk dat zowel de productie als de geproduceerde hoeveelheid zwaar water door de geallieerden werden opgespoord en vernietigd.

## Operatie

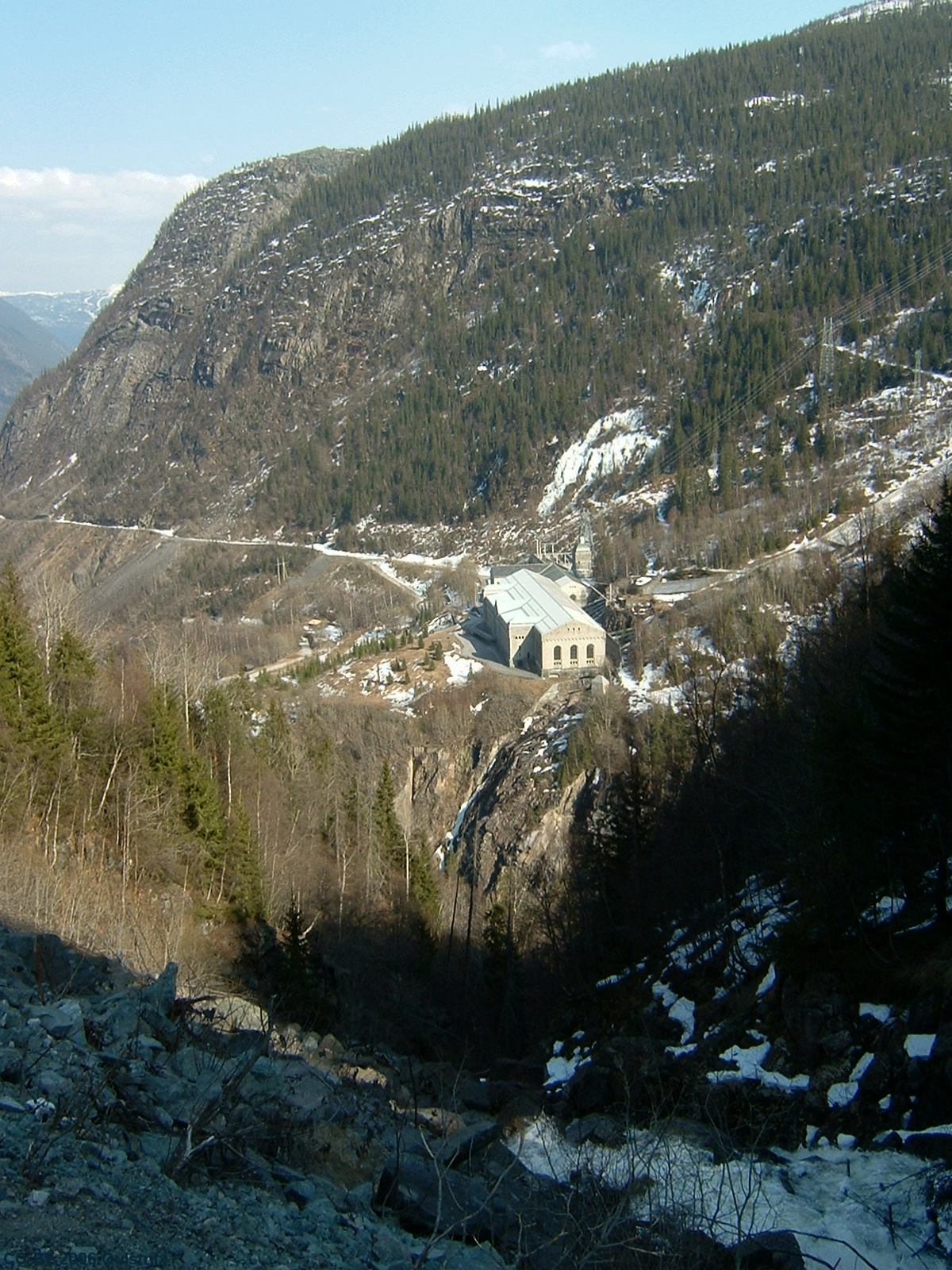
Het Vemork-complex. De steile helling onderaan vormt een natuurlijke vesting

Operatie Freshman werd voorafgegaan door "Operatie Grouse". Op 19 oktober 1942 begon een verkenningsactie door vier Noorse commando's van de SOE. Deze verkenningsmissie duurde lang, mede doordat het team op een verkeerde plaats was gedropt en de leden tijdens hun tocht naar de fabriek uit koers waren geraakt. Uiteindelijk slaagde het team erin informatie over de fabriek en de bewaking ervan door te geven.
Het volbrengen van Operatie Freshman was echter een moeilijke taak: de winter was pas ingevallen in Noorwegen en de afstand van Engeland tot het doel was erg groot. Bovendien werkten het terrein en de klimatologische omstandigheden niet mee, en was het doel moeilijk te lokaliseren. Om de afstand te overbruggen zou één deel van de aanvalsgroep bestaan uit een groep Britse commando's die met behulp van Horsa- zweefvliegtuigen ongezien het gebied moest binnenkomen. Een vluchtduur van vijf uur was nodig om vanaf Engeland naar Noorwegen te vliegen met de Horsa's op sleeptouw.
Operatie Freshman startte in de nacht van 19 op 20 november 1942. De oversteek naar Noorwegen werd gewaagd. De zweefvliegtuigen verongelukten en een deel van de Britse bemanning kwam om tijdens de crash in Noorwegen. De overgebleven veertien Britse soldaten van de twee zweefvliegtuigen werden door de Duitsers gevangengenomen, ondervraagd en na afloop standrechtelijk geëxecuteerd. Deze executie was door Hitler enige tijd daarvoor al bevolen in zijn Kommandobefehl van 18 oktober 1942, waarin elke geallieerde commando bij gevangenneming eerst door de SD moest worden ondervraagd en na afloop geëxecuteerd; of hij nu in militair uniform was of niet.

## Afwikkeling
Deze standrechtelijke executie werd later na de oorlog behandeld tijdens de processen van Neurenberg. De commandant van de Duitse troepen in Noorwegen kolonel-generaal Nikolaus von Falkenhorst werd verantwoordelijk gesteld voor deze executie, en werd door het tribunaal schuldig bevonden op grond van zeven aanklachten, waaronder het vermoorden van Britse krijgsgevangenen. Hij werd op het proces veroordeeld tot de doodstraf, uit te voeren door een vuurpeloton. Deze straf werd op op 4 november 1946 omgezet in 20 jaar gevangenisstraf. Falkenhorst kreeg later clementie wegens zijn slechte gezondheid en kwam in 1953 weer vrij. Hij stierf in 1968.

## Resultaat
De mislukking van Operation Freshman was niet het einde van de poging de zwaar-waterfabriek op te blazen. De Noorse verzetsorganisatie MILORG heeft m.b.v de Linge Compagnie uiteindelijk in februari 1943 de missie tot een goed einde weten te brengen. Zie daarvoor Special Operations Executive. De voorraad zwaar water werd door de Duitsers afgevoerd, en werd tijdens dit transport vernietigd in Operatie Gunnerside. Ook de 8th Airforce van de Amerikaanse luchtmacht heeft in de nacht van 16 november 1943 met 147 B-17 en 29 B-24 bommenwerpers getracht de fabriek te bombarderen, maar zonder veel schade aan te richten.

## Media
De film The Heroes of Telemark is losjes gebaseerd op de gebeurtenissen. Bushcraft- en overlevingsexpert Ray Mears schreef een boek en de BBC maakte een documentaire die allebei de werkelijkheid beter benaderden en de nadruk legden op de barre omstandigheden waarin de commando's moesten zien te overleven. In 1948 verscheen de Noors-Franse film Kampen om tungtvannet waarin een aantal acteurs zichzelf speelde, onder wie Poulsson en Kjelstrup. In 2015 werd in Noorwegen een miniserie uitgebracht, met dezelfde naam als de film uit 1948, waarin het verhaal opnieuw werd verteld. In het Engels wordt deze serie aangeduid als The Heavy Water war en The Saboteurs.